# Hawthorne (Wisconsin)
Hawthorne – miasto w Stanach Zjednoczonych, w stanie Wisconsin, w hrabstwie Douglas.